# 山内四郎左衛門
山内 四郎左衛門（やまのうち しろうざえもん、生没年不詳）は、安土桃山時代末期から江戸時代前期の武士、殖産家。

## 経歴・人物
薩摩鹿児島城主島津義久の家臣。文禄4年（1595年）隠居の義久に従い隼人城に移住。慶長年間に長崎より伝えられた煙草種を元に葉煙草栽培の研究を重ね、国分煙草が特産物となる基礎を築いた。